# Pilot (Brooklyn Nine-Nine)
"Pilot" es el primer episodio de la primera temporada de la serie televisiva de comedia de policía estadounidense Brooklyn Nine-Nine. Es el primer episodio general de la serie y está escrito por los creadores de la serie Dan Goor y Michael Schur y dirigido por Phil Lord y Christopher Miller. Se emitió en Fox en los Estados Unidos el 17 de septiembre de 2013.
La serie gira en torno al precinto 99 del Departamento de Policía de Nueva York en Brooklyn y los oficiales y detectives que trabajan en el precinto. Jake Peralta (Andy Samberg) es un detective inmaduro pero muy talentoso con un historial asombroso de crímenes resueltos, lo que lo pone en una competencia con su compañera detective Amy Santiago (Melissa Fumero). El estado del recinto cambia cuando el capitán se retira y un nuevo comandante en jefe, Cpt. Raymond Holt (Andre Braugher), es nombrado. Esto crea un conflicto entre Jake y Holt debido a sus respectivos métodos en el campo.
El piloto fue visto por 6,17 millones de espectadores, el programa más visto en Fox ese día y obtuvo críticas positivas de los críticos, que citaron las actuaciones y el escenario como aspectos destacados. 

## Argumento
Los detectives de la policía de Nueva York Jake Peralta (Andy Samberg) y Amy Santiago (Melissa Fumero) investigan un robo en una tienda de electrónica. Pese a su comportamiento infantil, Peralta resuelve el crimen cuando descubre un osito de peluche con una webcam filmado todo el evento, y los atracadores son arrestados. Santiago desaprueba esto, diciendo que simplemente tuvo "suerte"
En la reunión informativa matutina del precinto 99, el sargento. Terry Jeffords (Terry Crews) anuncia a los oficiales que un nuevo capitán está llegando al recinto. Esto molesta a Peralta, quien tenía una estrecha relación con el capitán anterior, una persona irresponsable que le dejaba hacer lo que quería. La llegada del nuevo capitán comienza bruscamente cuando Cpt. Raymond Holt (Andre Braugher) llega exactamente cuando Peralta se está burlando de él y luego hace que Peralta repita cada palabra con la misma voz robótica. Le dice a Peralta que empiece a usar corbata, lo que Peralta desaprueba. Mientras tanto, Charles Boyle (Joe Lo Truglio) quiere invitar a salir a Rosa Díaz (Stephanie Beatriz), pero su incertidumbre al tomar decisiones interrumpe sus planes.
Holt se reúne con Jeffords para recibir información sobre el recinto. Se le informa sobre Díaz, una detective dura y aterradora; Boyle, un detective nervioso y torpe pero honesto y trabajador; Gina Linetti (Chelsea Peretti), una administradora civil ególatra; Santiago, un detective trabajador y competitivo; y Peralta, un detective infantil pero extremadamente talentoso. Jeffords también notifica a Holt que está de baja administrativa debido a un incidente ocurrido hace un año. Holt se entera de que Peralta y Santiago compiten por la mayor cantidad de crímenes resueltos; si Santiago gana, se quedará con el auto de Peralta; y si gana Peralta, Santiago tendrá una cita con él. Gina les describe la seriedad de esta apuesta y el sargento explica cómo han aumentado sus números de arrestos debido a la apuesta.
Los detectives están trabajando en el asesinato de Henry Morgenthau, un importador de alimentos de lujo que fue asesinado en su apartamento. Peralta y Boyle interrogan a un carnicero llamado Ratko (Nick Gracer) que podría estar involucrado en el crimen, pero él escapa. Debido a sus acciones, Peralta es asignado a la sala de registros. Allí, encuentra nuevas pruebas contra Ratko, que suele pasar tiempo en una unidad de almacenamiento en Boerum Hill. Los detectives organizan una redada en la unidad de almacenamiento. Mientras espera en el auto, Holt le revela a Peralta que es gay. Ratko entra en la instalación de almacenamiento y el equipo se divide para encontrarlo. Se las arreglan para atrapar a Ratko antes de que escape nuevamente, y Peralta cree que ha descubierto por qué le dijeron al equipo que usara una corbata.

## Producción

### Desarrollo
La vista exterior del edificio ficticio del prencito 99 °, con numerosos vehículos de la policía de Nueva York estacionados frente a él, es el edificio real del precinto 78 ° en la esquina de Sixth Avenue y Bergen Street, una cuadra al sur del Barclays Center y una cuadra al este de la Estación de Bergen Street en las rutas 2, 3 y 4 del metro de la ciudad de Nueva York.

### Elenco
Andy Samberg describió el programa como "Es algo que The Wire tocó mucho". Samberg se tomó días después de que le ofrecieran el papel para firmar, y explicó: "Bueno, no había visto un guión. Y solo estuve siete años en SNL. No tenía ninguna duda de que quería trabajar con Mike y Dan y que me gustó la premisa del programa, pero si funciona, serán años de mi vida ".

## Recepción

### Espectadores
En su transmisión estadounidense original, "Pilot" fue visto por un estimado de 6.17 millones de espectadores domésticos y obtuvo una participación de 2.6 / 8 entre los adultos de 18 a 49 años, según Nielsen Media Research. Esto significa que el 2.6 por ciento de todos los hogares con televisión vieron el episodio, mientras que el 8 por ciento de todos los hogares que estaban viendo televisión en ese momento lo vieron. Con estas calificaciones, Brooklyn Nine-Nine fue el segundo programa más visto en FOX durante la noche, superando a Dads y The Mindy Project pero detrás de New Girl, primero en su franja horaria y segundo por la noche en la demografía 18-49, detrás de New Girl. .

### Revisiones críticas
"Pilot" recibió críticas positivas de la crítica. Roth Cornet de IGN le dio al episodio un "bueno" 7,9 sobre 10 y escribió: "El pedigrí adjunto es impresionante, lo que puede crear algunas expectativas demasiado elevadas. Brooklyn Nine-Nine, como la mayoría de las series de primer año, todavía está encontrando su orientación. El piloto es sólido, pero no ofrece risas a carcajadas sin parar. Es posible que el programa eventualmente entregue dosis semanales de comedia desgarradora, pero por ahora, su potencial no se ha manifestado. Ofrece un comienzo fuerte, con buenas dosis de humor y personajes atractivos y entretenidos. Sin duda, vale la pena sintonizarlo ".
Molly Eichel de The A.V. Club le dio al episodio una calificación de "B +" y escribió: "Los riffs del tema de Brooklyn Nine-Nine en 'Sabotage' de los Beastie Boys, justo antes de que Adrock entre con el primer verso (todos ahora," No puedo soportarlo, no sé que lo planeaste ... '). Es un guiño al video épico e icónico de Spike Jonze para la canción, que presenta a las Beasties con bigotes en modo homenaje a los programas policiales de los años 70. Brooklyn Nine-Nine toma eso como una inherente tontería y lo usa como un trasfondo tonal ".
Aaron Channon de Paste le dio al episodio un 7 sobre 10 y escribió: "Brooklyn Nine-Nine muestra varios talentos de buenos a excepcionales en su episodio de estreno y se las arregla para hacerlo sin avergonzarse a sí mismo. Pero tendrá que encontrar su equilibrio rápidamente. si se trata de encontrar el éxito de otras comedias laborales de la última década ".